# オーキッド☆エンブレム
『オーキッド☆エンブレム』 (ORCHID EMBLEM) は、著作：工藤俊彦、イラスト：藤咲真による官能小説。また、1996年6月21日にアダルトアニメレーベルであるビームエンターテイメントによりアダルトアニメで発売された。

## ストーリー
麻薬捜査官の麗蘭は同僚で恋人のダグとともにコカインの取引を抑えるために潜入するが内通者の通報によってふたりは捕らえられる。麗蘭はダグの目の間で処女を奪われ、ダグは処刑される。さらに麗蘭は組織のボス、東条の奴隷の証である蛇淫刺青縛を彫られるが時化に乗じて脱出する。
それから4年。復讐のために力をつけた麗蘭はブルーシティの無差別格闘技ギャンブル「スーパーグラップル」に素性を隠し出場。新型麻薬D-99Xを押収して暗黒街を支配するトライデント財団に乗り込んだ。しかし東条の子飼いの格闘家・リュウとの激闘の末破れ、エミと共に再び捕らわれてしまう。そこで麗蘭はダグが東条の部下で自分を売った内通者だったことを知る。しかもダグは東条も裏切り他の組織に内通していたため裏切り者として東条に処刑されたのだった。真実を知った麗蘭は東条に屈服する。一月あまり後、東条のそばに常に付きそうレディ・オーキスと呼ばれる美女がいた。

## 登場人物
麗蘭（れいらん）
声 - 飯島早紀
主人公の麻薬捜査官。かつて東条に恋人のダグを殺され、自らは処女を奪われ奴隷の証である刺青、蛇淫刺青縛を彫られる。隙を見て脱走した麗蘭は復讐を誓い、自らを鍛え上げブルーシティの「スーパーグラップル」に女闘士として潜入し、東条を狙う。
エミ
声 - みづきかほり
麗蘭を慕うブルーシティの貧民街の美少女。麗蘭とはレズ関係であり小説版ではどちらかというとネコで麗蘭の愛撫を受ける側だが、アニメ版では褐色肌キャラクターデザインが変更されタチとして麗蘭を攻める側である。
ミナ
声 - 田中じゅん
サキ
声 - 田中ほたる
フランス人形のようなブロンドの双子姉妹。東条の養女であり情婦でもある。エミをレズ調教する。
ダグ
声 - 北林鷹
麗蘭の恋人 麻薬取引の現場を強襲するが東条に捕まり処刑される。
陳老師（ちんろうし）
声 - 指宿一平
香港の暗黒街の伝説的な彫り物師。その腕前は神業と言われている。彼が伝説的と言われる理由は刺青の美しさだけではなく彼が自分で生み出した掘り方にあった。卓越した技術によって掘られる刺青は呪術的刺青とも称され、超常的な強運が背負った人間について回るようになると言われている。
リュウ
声 - 西森成龍
東条の子飼いの格闘家。強すぎてスーパーグラップルのマッチメイクができない強者。小説版では『ストリートファイターII』のリュウのようなキャラクターデザインだがアニメ版ではフェイロンに近い。
東条（とうじょう）
声 - 鳥沢弘隆
ブルーシティを支配するトライデント財閥の総帥。犯罪シンジケートのボス。

## 用語
蛇淫刺青縛（じゃいんしせいばく）
陳老師が麗蘭に彫った特殊な刺青。左胸の内側の蘭は常時出ているが背中の龍は麗蘭の性的興奮によって浮き上がる。しかしエミとのレズ行為やオナニーでは発現せず東条と再会するまで浮かび上がることはなかった。
D-99X
軍事目的で進められていたコンピューターで組み合わせられた未知の分子構造を持つ向精神剤。ここ1～2年の間に驚異的な勢いで 世界中に蔓延し、ドラッグ市場に遷移している全く新しいタイプの麻薬。麗蘭とダグが捜査している。
ブルーシティ
物語の舞台。別名・天国都市。南海に作られた人工島でトライデント財閥が国連から統治委任を受け、実質的に支配している。世界でも有数のリゾート地として知られるこの島は同時に犯罪として警察関係者にも知られている。以前よりこの島から多くの麻薬が世界中のブラックマーケットに流れ込んでいる。また名物の無差別格闘技ギャンブル「スーパーグラップル」も行われている。

## スタッフ
- 原作：工藤俊彦、藤咲真（フランス書院刊『オーキッド☆エンブレム』より）
- 監督：くしひであき
- 企画：渡辺龍夫、天地悠大
- プロデューサー：鈴木正則
- 脚本：七瀬獣太郎
- キャラクターデザイン・作画監督：たきたろう
- 美術監督：杉浦正一郎
- 撮影監督：杉浦充
- 音響監督：高桑一
- スーパーバイザー：Dr.POCHI
- 制作：ダンディライオン
- 製作：ビームエンターテイメント

## 関連商品
書籍
- 『オーキッド☆エンブレム —女拳士・麗蘭—』
  - 工藤俊彦/著者、藤咲真/挿画
  - フランス書院〈ナポレオン文庫〉、1994年5月31日発売、ISBN 4-8296-2015-3

映像ソフト
- 『オーキッド☆エンブレム』 1996年6月21日発売 VHS:SHVA-1002
- 『オーキッド☆エンブレム』 1996年6月21日発売 LD:SHLA-1002
- 『オーキッド☆エンブレム』 1997年5月21日発売 再発売版VHS:SHVZ-1003
- 『オーキッド☆エンブレム』 1999年6月25日発売 DVD:BIBH-1067
- 『オーキッド☆エンブレム 復刻版』 2014年2月7日発売 レンタル専用:DGRB-10135/発売専用:DGRB-10136